# Marquesado de la Vega de Armijo
El Marquesado de la Vega de Armijo es un título nobiliario español creado por el rey Carlos II en 1679 a favor de Fernando Antonio Mesía de la Cerda y Angulo, VII señor de la Vega de Armijo, caballero de la Orden de Calatrava y veinticuatro de Córdoba. Fue concedido con la denominación de marquesado de la Villa de la Vega de Armijo, ya que hacía referencia a un donadío de jurisdicción señorial situado en la campiña del Alto Guadalquivir, actualmente un cortijo incluido en el municipio andaluz de Montoro, en la provincia de Córdoba. 
Los marqueses de la Vega de Armijo con más relevancia histórica fueron Pedro Mesía de la Cerda (1700-1783), que fue virrey de Nueva Granada, y Antonio de Aguilar y Correa (1824-1908), presidente del gobierno de España durante el reinado de Alfonso XIII.

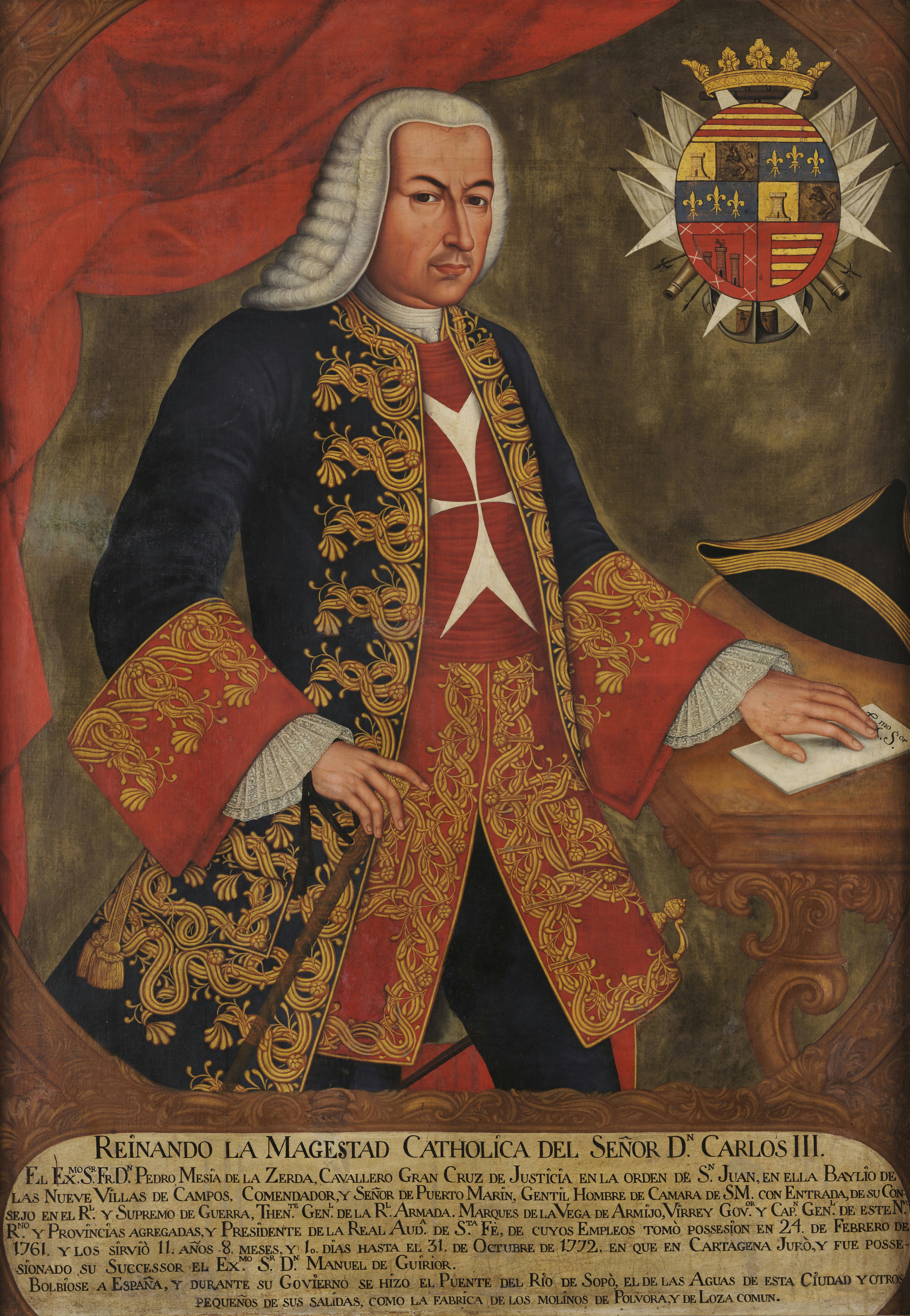
Pedro Messía de la Cerda, V marqués de la Vega de Armijo, virrey de Nueva Granada de 1760 a 1772.

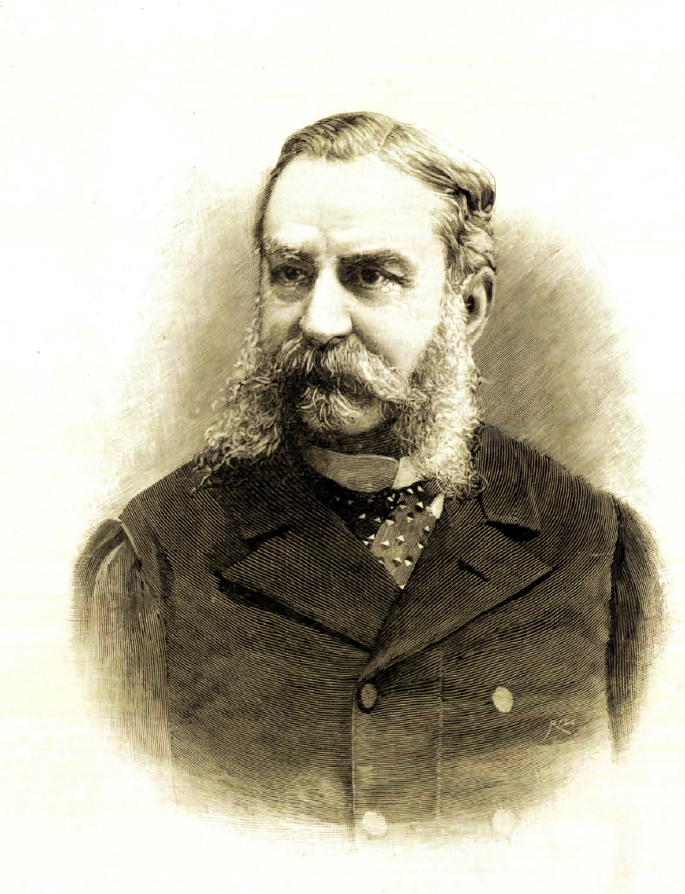
Antonio de Aguilar y Correa, VIII marqués de la Vega de Armijo, ministro de estado de 1888 a 1890 y presidente del gobierno de España de 1906 a 1907.

## Señores de la Vega de Armijo
- Luis Mesía, I señor de la Vega de Armijo;
- Juan Mesía de la Cerda, II señor de la Vega de Armijo;
- Fernando Mesía de la Cerda y Cabrera, III señor de la Vega de Armijo;
- Luis Mesía de la Cerda, IV señor de la Vega de Armijo;
- Fernando Mesía de la Cerda, V señor de la Vega de Armijo;
- Rodrigo Mesía de la Cerda, VI señor de la Vega de Armijo.

## Marqueses de la Vega de Armijo
- Fernando Mesía de la Cerda, I marqués de la Vega de Armijo;
- Luis Mesía de la Cerda, II marqués de la Vega de Armijo;
- Fernando Mesía de la Cerda, III marqués de La Vega de Armijo;
- Francisco Mesía de la Cerda, IV marqués de La Vega de Armijo;
- Pedro Mesía de la Cerda y de los Ríos (Córdoba, 11 de febrero de 1700-Madrid, 15 de abril de 1783), V marqués de La Vega de Armijo, teniente general de la Real armada y virrey de la Nueva Granada;[2]
- José de Aguilar y Narváez, VI marqués de la Vega de Armijo;
- Antonio de Aguilar y Fernández de Córdoba, VII marqués de la Vega de Armijo;
- Antonio de Aguilar y Correa (Madrid, 30 de julio de 1824-13 de junio de 1907), VIII marqués de la Vega de Armijo;[3]
- Carlos de Aguilar y Martínez, IX marqués de la Vega de Armijo;
- Carlos de Aguilar y Marín, X marqués de la Vega de Armijo;
- Rafael de Aguilar y Molleja, XI marqués de la Vega de Armijo.[4]